# ファンタジーステークス
ファンタジーステークスは、日本中央競馬会（JRA）が京都競馬場で施行する中央競馬の重賞競走（GIII）である。競馬番組表での名称は「KBS京都賞 ファンタジーステークス（ケービーエスきょうとしょう ファンタジーステークス）」と表記される。
競走名の「ファンタジー（Fantasy）」は、「幻想」を意味する英語。また、文学で夢想的な物語全般を指す呼称。
「KBS京都」は、京都府京都市上京区に本社を置くラテ兼営民間放送局京都放送（テレビは独立系、ラジオはNRN加盟）の対外呼称。同社は旧社名「近畿放送」時代の1969年（昭和44年）にテレビ放送を開局した直後から中央競馬中継（『競馬中継』→『土曜競馬中継』&『競馬中継.exe』→『KEIBAワンダーランド』→『うまDOKI』）を実施しており、2010年までは土日両日、また2000年代まではラジオでも競馬中継を行っていた。2010年（平成22年）の第15回以降は『KEIBAワンダーランド』→『うまDOKI』で放送できるように、土曜日の開催となっている（2017年を除く）。
正賞はKBS京都賞。

## 概要

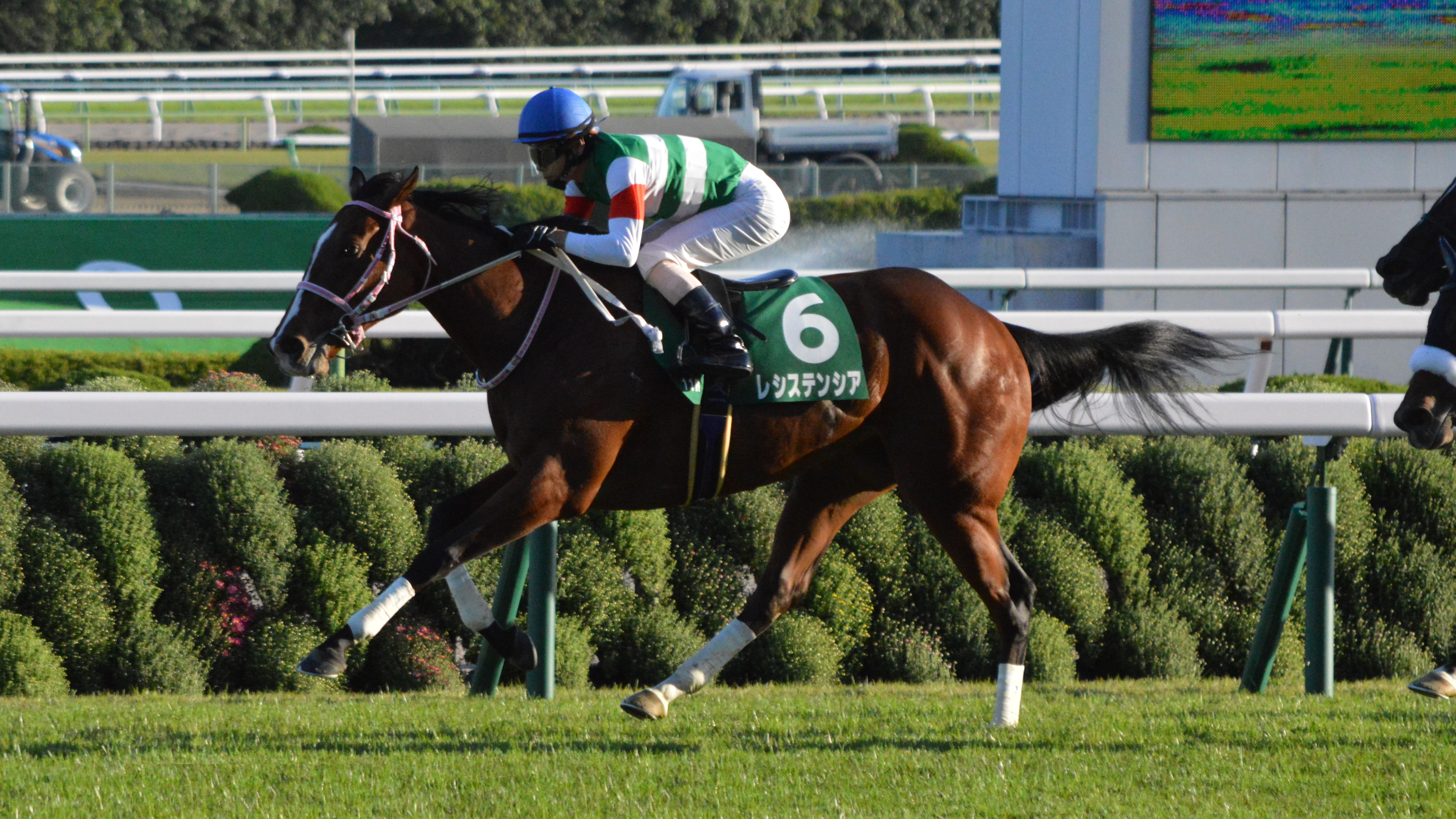
2019年ファンタジーステークス

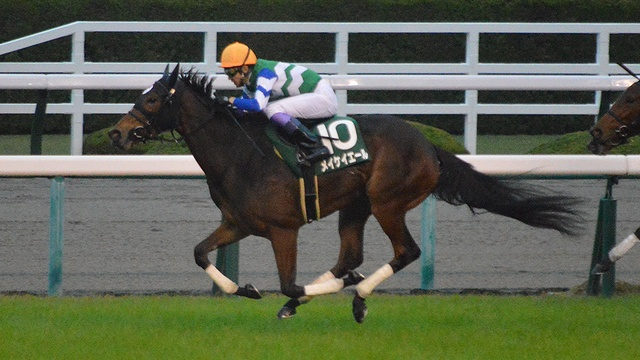
2020年ファンタジーステークス

3歳（現2歳）牝馬による重賞競走。創設以来、京都競馬場の芝1400m（外回り）で行われ、阪神3歳牝馬ステークス（現：阪神ジュベナイルフィリーズ）の関西地区における前哨戦として定着している。
1996年（平成8年）、それまでのエリザベス女王杯に代わる牝馬3冠最終戦として創設されたGI秋華賞まで続く2・3歳牝馬の競走体系整備に際して、前年まで1月の京都開催で行われていた3歳オープンクラス特別競走『KBS京都紅梅賞』（現・紅梅ステークス）から寄贈賞を移動して新設。
2011年まで、阪神3歳牝馬ステークス（現：阪神ジュベナイルフィリーズ）の前哨戦としては唯一の牝馬限定戦だったが、2012年に関東地区の前哨戦としてアルテミスステークスが新設されると、本競走の開催時期は1週繰り下げられた。
創設時から外国産馬・地方競馬所属馬が出走可能なほか、2010年からは外国馬も出走可能な国際競走となった。

### 競走条件
以下の内容は、2024年現在のもの。
出走資格：サラ系2歳牝馬
- JRA所属馬
- 地方競馬所属馬（後述）
- 外国調教馬（優先出走）

負担重量：馬齢（55kg）
阪神ジュベナイルフィリーズのステップ競走に指定されており、地方競馬所属馬は阪神ジュベナイルフィリーズの出走候補馬（3頭まで）に優先出走が認められている。また、地方競馬所属馬は本競走で2着以内の成績を収めた馬に阪神ジュベナイルフィリーズの優先出走権が与えられる。

### 賞金
2024年の1着賞金は2900万円で、以下2着1200万円、3着730万円、4着440万円、5着290万円。

## 歴史
- 1996年 - 3歳牝馬限定の重賞競走（GIII[注 1]）として創設、京都競馬場の芝1400m（外回り）で施行[4]。外国産馬・地方競馬所属馬とも出走が可能[4]。
- 2001年 - 馬齢表示の国際基準への変更に伴い、出走資格を「2歳牝馬」に変更。
- 2007年 - 日本のパートI国昇格に伴い、格付表記をJpnIIIに変更。
- 2010年
  - 国際競走に変更され、外国調教馬が9頭まで出走可能になる[4]。
  - 格付表記をGIII（国際格付）に変更。
- 2020年 - 京都競馬場の改修工事に伴う開催日割の変更のため阪神競馬場で施行（2021年・2022年も同様）。
- 2025年 - 施行日を天皇賞（秋）の前日に変更予定。

### 歴代優勝馬
コース種別を表記していない距離は、芝コースを表す。
優勝馬の馬齢は、2000年以前も現行表記に揃えている。
Rはレコードタイム。2006年アストンマーチャン、2020年メイケイエールの勝ち時計は当時のJRA2歳レコードであった。
| 回数   | 施行日         | 競馬場 | 距離  | 優勝馬             | 性齢 | タイム  | 優勝騎手         | 管理調教師 | 馬主                           |
| ------ | -------------- | ------ | ----- | ------------------ | ---- | ------- | ---------------- | ---------- | ------------------------------ |
| 第1回  | 1996年11月2日  | 京都   | 1400m | シーズプリンセス   | 牝2  | 1:21.2  | 四位洋文         | 伊藤修司   | 齊藤敬                         |
| 第2回  | 1997年11月1日  | 京都   | 1400m | ロンドンブリッジ   | 牝2  | 1:21.2  | 松永幹夫         | 中尾謙太郎 | （有）下河辺牧場               |
| 第3回  | 1998年11月7日  | 京都   | 1400m | プリモディーネ     | 牝2  | 1:21.7  | 福永祐一         | 西橋豊治   | 伊達秀和                       |
| 第4回  | 1999年11月6日  | 京都   | 1400m | テネシーガール     | 牝2  | 1:22.1  | 山田和広         | 坪正直     | 平井豊光                       |
| 第5回  | 2000年11月5日  | 京都   | 1400m | タシロスプリング   | 牝2  | 1:21.3  | 池添謙一         | 鶴留明雄   | （有）日進牧場                 |
| 第6回  | 2001年11月4日  | 京都   | 1400m | キタサンヒボタン   | 牝2  | 1:22.6  | 須貝尚介         | 須貝彦三   | （有）大野商事                 |
| 第7回  | 2002年11月3日  | 京都   | 1400m | ピースオブワールド | 牝2  | 1:22.2  | 福永祐一         | 坂口正大   | 飯田正                         |
| 第8回  | 2003年11月9日  | 京都   | 1400m | スイープトウショウ | 牝2  | 1:22.6  | 角田晃一         | 渡辺栄     | トウショウ産業（株）           |
| 第9回  | 2004年11月7日  | 京都   | 1400m | ラインクラフト     | 牝2  | 1:21.6  | 福永祐一         | 瀬戸口勉   | 大澤繁昌                       |
| 第10回 | 2005年11月6日  | 京都   | 1400m | アルーリングボイス | 牝2  | 1:21.4  | 武豊             | 野村彰彦   | （有）サンデーレーシング       |
| 第11回 | 2006年11月5日  | 京都   | 1400m | アストンマーチャン | 牝2  | R1:20.3 | 武豊             | 石坂正     | 戸佐眞弓                       |
| 第12回 | 2007年11月4日  | 京都   | 1400m | オディール         | 牝2  | 1:21.1  | 安藤勝己         | 橋口弘次郎 | （有）ノースヒルズマネジメント |
| 第13回 | 2008年11月9日  | 京都   | 1400m | イナズマアマリリス | 牝2  | 1:23.7  | 池添謙一         | 松元茂樹   | 小泉賢悟                       |
| 第14回 | 2009年11月8日  | 京都   | 1400m | タガノエリザベート | 牝2  | 1:21.2  | 川田将雅         | 松田博資   | 八木昌司                       |
| 第15回 | 2010年11月6日  | 京都   | 1400m | マルモセーラ       | 牝2  | 1:22.3  | 田中健           | 木原一良   | まるも組合                     |
| 第16回 | 2011年11月5日  | 京都   | 1400m | アイムユアーズ     | 牝2  | 1:21.3  | I.メンディザバル | 手塚貴久   | ユアストーリー                 |
| 第17回 | 2012年11月10日 | 京都   | 1400m | サウンドリアーナ   | 牝2  | 1:20.8  | M.デムーロ       | 佐藤正雄   | 増田雄一                       |
| 第18回 | 2013年11月9日  | 京都   | 1400m | ベルカント         | 牝2  | 1:21.1  | 武豊             | 角田晃一   | （株）ノースヒルズ             |
| 第19回 | 2014年11月8日  | 京都   | 1400m | クールホタルビ     | 牝2  | 1:21.7  | 小牧太           | 清水久詞   | 川上哲司                       |
| 第20回 | 2015年11月7日  | 京都   | 1400m | キャンディバローズ | 牝2  | 1:21.9  | C.ルメール       | 矢作芳人   | 猪熊広次                       |
| 第21回 | 2016年11月5日  | 京都   | 1400m | ミスエルテ         | 牝2  | 1:21.8  | 川田将雅         | 池江泰寿   | （有）サンデーレーシング       |
| 第22回 | 2017年11月3日  | 京都   | 1400m | ベルーガ           | 牝2  | 1:22.9  | C.デムーロ       | 中内田充正 | R.アンダーソン                 |
| 第23回 | 2018年11月3日  | 京都   | 1400m | ダノンファンタジー | 牝2  | 1:21.8  | 川田将雅         | 中内田充正 | （株）ダノックス               |
| 第24回 | 2019年11月2日  | 京都   | 1400m | レシステンシア     | 牝2  | 1:20.7  | 北村友一         | 松下武士   | （有）キャロットファーム       |
| 第25回 | 2020年11月7日  | 阪神   | 1400m | メイケイエール     | 牝2  | R1:20.1 | 武豊             | 武英智     | （株）名古屋競馬               |
| 第26回 | 2021年11月6日  | 阪神   | 1400m | ウォーターナビレラ | 牝2  | 1:21.1  | 武豊             | 武幸四郎   | 山岡正人                       |
| 第27回 | 2022年11月5日  | 阪神   | 1400m | リバーラ           | 牝2  | 1:21.3  | 石橋脩           | 高柳瑞樹   | 荒井泰樹                       |
| 第28回 | 2023年11月4日  | 京都   | 1400m | カルチャーデイ     | 牝2  | 1:20.4  | 酒井学           | 四位洋文   | （株）MMSホールディングス      |
| 第29回 | 2024年11月2日  | 京都   | 1400m | ダンツエラン       | 牝2  | 1:22.8  | 団野大成         | 本田優     | 山元哲二                       |